# Premio Robert Koch
El Premio Robert Koch (en alemán Robert Koch Preis), es un prestigioso galardón científico de Alemania. Con él premia desde 1970 el Ministerio Alemán de Salud cada año a los investigadores más destacados en los campos de la biomedicina. Se fomenta especialmente la investigación básica en el área de las enfermedades infecciosas, así como a las enfermedades cancerígenas.
El premio hace honor a Robert Koch, lo otorga la Fundación Robert Koch y está dotado con 100.000 euros, una de las cantidades más elevadas en el campo de la medicina en Alemania. La fundación también otorga la Medalla Robert Koch de Oro por la trayectoria profesional y concede premios de post-doctorados para aquellos jóvenes científicos que realicen destacadas publicaciones.

## Galardonados
- 1960 Hugo Braun, René Jules Dubos, Toshiaki Ebina, Ludwig Heilmeyer, Franz Redeker y Josef Tomczik
- 1963 John Franklin Enders, Albert Sabin, Jonas Edward Salk y Tomizo Yoshida
- 1965 Gertrud Meissner
- 1966 Karl Bartmann
- 1968 Arthur Brockhaus y Hans-Werner Schlipköter
- 1970 William M. Hutchison, Pirjo Mäkelä y Jørgen C. Siim
- 1971 Gertrude Henle y Werner Henle
- 1972 Lubertus Berrens y Alain L. de Weck
- 1973 Jean Lindenmann y Hans Gerhard Schwick
- 1974 Norbert Hilschmann
- 1975 Harald zur Hausen y Heinz-Günter Wittmann
- 1976 Richard A. Finkelstein y Mark H. Richmond
- 1977 Jean Dausset y Jon van Rood
- 1978 Albrecht Kleinschmidt y Heinz Ludwig Sänger
- 1979 Ruth Arnon y Peter Starlinger
- 1980 César Milstein y Lewis W. Wannamaker
- 1981 Robert M. Chanock y Lars Å. Hanson
- 1982 Raymond L. Erikson y Franz Oesch
- 1983 Werner Goebel y Robert Allan Weinberg
- 1984 Walter Doerfler y Stuart F. Schlossman
- 1985 Stefania Jablonska y Gérard Orth
- 1986 Tonegawa Susumu
- 1987 Mario Rizzetto, Rudolf Rott y John J. Skehel
- 1988 Donald Metcalf
- 1989 Irun R. Cohen y Alex J. van der Eb
- 1990 Lloyd J. Old
- 1991 Walter Fiers y Tadatsugu Taniguchi
- 1992 Kary B. Mullis
- 1993 Hans-Georg Rammensee, Daniel W. Bradley y Michael Houghton
- 1994 Volkmar Braun y Manuel Elkin Patarroyo
- 1995 Shigekazu Nagata y Peter H. Krammer
- 1996 Fritz Melchers y Klaus Rajewsky
- 1997 Philippe J. Sansonetti
- 1998 Yuan Chang y Patrick S. Moore
- 1999 Ralph M. Steinman
- 2000 Stanley Falkow
- 2001 Axel Ullrich
- 2002 Rudolf Jaenisch
- 2003 Adriano Aguzzi
- 2004 Jules Hoffmann, Bruce Beutler y Shizuo Akira
- 2005 Brian Druker
- 2006 Peter Palese y Yoshihiro Kawaoka por la investigación del virus de la gripe
- 2007 Pascale Cossart por su investigación en la microbiología celular
- 2008 Hans R. Schöler, Irving L. Weissman y Shinya Yamanaka por su investigación en el área de células madres.
- 2009 Carl F. Nathan por su investigación sobre los mecanismos de la defensa de infecciones antibacteriales.
- 2010 Max Dale Cooper por sus contribuciones a entender el papel de las diferentes poblaciones de linfocitos en la defensa inmune.
- 2011 Jorge Galán por sus contribuciones fundamentales en el análisis de las moléculas del proceso infeccioso.
- 2012 Tasuku Honjo por su trabajo pionero en la optimización de la respuesta natural inmune.
- 2013 Jeffrey I. Gordon por sus estudios pioneros del microbioma humano.
- 2014 Jean-Laurent Casanova y Alain Fischer por su trabajo pionero en la comprensión de los genes del huésped y sus productos en las enfermedades infecciosas.
- 2015 Ralf Bartenschlager y Charles M. Rice por sus contribuciones a la comprensión del ciclo de vida del virus de la hepatitis C.
- 2016 Alberto Mantovani, Michel C. Nussenzweig por su investigación pionera a partir del cual se han mostrado las nuevas opciones de tratamiento, por ejemplo, en el cáncer o en la lucha contra la infección por VIH.